# Gondola
Gondola és un municipi de Moçambic, situat a la província de Manica. En 2007 comptava amb una població de 33.877 habitants. És la seu del districte de Gondola.